# اندری تلسنکو
اندری تلسنکو (اوکراینی: Андрій Васильович Телесненко؛ زادهٔ ۱۲ آوریل ۱۹۶۶) بازیکن فوتبال اهل اوکراین است.
از باشگاه‌هایی که در آن بازی کرده است می‌توان به باشگاه فوتبال چورنومورتس اودسا اشاره کرد. وی همچنین در تیم ملی فوتبال اوکراین بازی کرده است.